# Długie Jezioro (Pojezierze Bytowskie)
Długie Jezioro (kaszb. Jezoro Dłudżé) – przepływowe jezioro wytopiskowe na Pojezierzu Bytowskim w gminie Bytów powiatu bytowskiego (województwo pomorskie), na zachód od Niezabyszewa. Z jeziora wypływa jeden z cieków źródłowych rzeki Bytowy.

## Dane morfometryczne
Powierzchnia zwierciadła wody według różnych źródeł wynosi od 8,0 ha do 17,5 ha.